# Fronte Nazionale Rivoluzionario
 (août 2019).
Si vous disposez d'ouvrages ou d'articles de référence ou si vous connaissez des sites web de qualité traitant du thème abordé ici, merci de compléter l'article en donnant les références utiles à sa vérifiabilité et en les liant à la section « Notes et références ».
Le Fronte Nazionale Rivoluzionario - Gruppo armato di lotta contro il sistema était une organisation armée de matrice néo-fasciste et nationaliste révolutionnaire prônant un fascisme révolutionnaire, inspirée par les Bundles d'Action Révolutionnaire et les idéaux de la République sociale italienne. Fondé par Mario Tuti dans les premiers mois de 1972, il était principalement actif en Toscane. Il représentait, surtout dans la figure de son chef, le point de rupture entre la vieille garde du prétendu "coupisme[Quoi ?] fasciste" et la nouvelle génération de néo-fascistes qui ont mené la lutte armée.
La formation a été dissoute à la suite des arrestations de divers membres du groupe, de la découverte de gisements d'explosifs et de l'arrestation du dirigeant de l'organisation, Mario Tuti, le 27 juillet 1975. Tuti était fugitif depuis le 24 janvier, quand a il tué les policiers Leonardo Falco et Giovanni Ceravolo lors d'une perquisition à son domicile d'Empoli.